# Gojinovac
Gojinovac (cyr. Гојиновац) – wieś w Serbii, w okręgu toplickim, w mieście Prokuplje. W 2011 roku liczyła 68 mieszkańców.